# Copa de la Reina de baloncesto 2023
La Copa de la Reina 2023 corresponde a la 61.ª edición de dicho torneo. Se celebró del 30 de marzo al 2 de abril de 2023 en el Pabellón Príncipe Felipe de  Zaragoza.

## Equipos clasificados
Participaron los siete mejores equipos clasificados después del final de la primera mitad de la Liga Femenina 2022–23 (15.ª jornada, 29 de diciembre de 2022), junto con el anfitrión elegido por la FEB, el Casademont Zaragoza.
| Pos. | Equipo                  | PJ | G  | P | PF   | PC   | DP   | Pts | Clasificación    |
| ---- | ----------------------- | -- | -- | - | ---- | ---- | ---- | --- | ---------------- |
| 1    | Valencia BC             | 15 | 12 | 3 | 1137 | 953  | +184 | 27  | Cabezas de serie |
| 2    | Spar Girona             | 15 | 12 | 3 | 1126 | 952  | +174 | 27  | Cabezas de serie |
| 3    | Casademont Zaragoza (H) | 15 | 11 | 4 | 1052 | 922  | +130 | 26  | Cabezas de serie |
| 4    | Perfumerías Avenida     | 15 | 10 | 5 | 1055 | 937  | +118 | 25  | Cabezas de serie |
| 5    | Lointek Gernika Bizkaia | 15 | 9  | 6 | 1047 | 1006 | +41  | 24  |                  |
| 6    | Kutxabank Araski        | 15 | 9  | 6 | 973  | 979  | −6   | 24  |                  |
| 7    | Barça CBS               | 15 | 8  | 7 | 973  | 997  | −24  | 23  |                  |
| 8    | Movistar Estudiantes    | 15 | 7  | 8 | 1015 | 1008 | +7   | 22  |                  |

 Fuente: Liga Femenina

## Árbitros
Los siguientes árbitros fueron designados por la FEB para dirigir los encuentros de la competición.
- Mikel Cañígueral Novella
- Daniel Checa Nebot
- Enrique López Herrada
- Francisco J. Zafra Guerra
- Javier Ávila Zurita
- Carlos Javier García León
- Cristina Adán Rodríguez
- Paula Lema Parga
- Rodrigo Palanca Page
- María Ángeles García Crespo
- Sandra Sánchez González
- Jacobo Rial Barreiro

## Cuadro
A continuación se detallan todos los partidos que compusieron esta edición:
|  | Cuartos de final        | Cuartos de final        | Cuartos de final    |                     |                         | Semifinales             | Semifinales | Semifinales |  |                     | Final               | Final      | Final      |  |
|  | 30 y 31 de marzo        | 30 y 31 de marzo        | 30 y 31 de marzo    |                     |                         | 1 de abril              | 1 de abril  | 1 de abril  |  |                     | 2 de abril          | 2 de abril | 2 de abril |  |
|  |                         |                         |                     |                     |                         |                         |             |             |  |                     |                     |            |            |  |
|  |                         |                         |                     |                     |                         |                         |             |             |  |                     |                     |            |            |  |
|  | Valencia BC             | Valencia BC             | 69                  |                     |                         |                         |             |             |  |                     |                     |            |            |  |
|  | Valencia BC             | Valencia BC             | 69                  |                     |                         |                         |             |             |  |                     |                     |            |            |  |
|  | Movistar Estudiantes    | Movistar Estudiantes    | 56                  |                     |                         |                         |             |             |  |                     |                     |            |            |  |
|  | Movistar Estudiantes    | Movistar Estudiantes    | 56                  |                     | Valencia BC             | Valencia BC             | 59          |             |  |                     |                     |            |            |  |
|  | 30 de marzo             |                         |                     |                     | Valencia BC             | Valencia BC             | 59          |             |  |                     |                     |            |            |  |
|  |                         |                         | Casademont Zaragoza | Casademont Zaragoza | 74                      |                         |             |             |  |                     |                     |            |            |  |
|  | Casademont Zaragoza     | Casademont Zaragoza     | Casademont Zaragoza | Casademont Zaragoza | 74                      | 71                      |             |             |  |                     |                     |            |            |  |
|  | Casademont Zaragoza     | Casademont Zaragoza     |                     |                     |                         |                         |             |             |  |                     |                     |            |            |  |
|  | Kutxabank Araski        | Kutxabank Araski        | 50                  |                     |                         |                         |             |             |  |                     |                     |            |            |  |
|  | Kutxabank Araski        | Kutxabank Araski        | 50                  |                     |                         |                         |             |             |  | Casademont Zaragoza | Casademont Zaragoza | 55         |            |  |
|  |                         |                         |                     |                     |                         |                         |             |             |  | Casademont Zaragoza | Casademont Zaragoza | 55         |            |  |
|  |                         |                         | Perfumerías Avenida | Perfumerías Avenida | 51                      |                         |             |             |  |                     |                     |            |            |  |
|  | Spar Girona             | Spar Girona             | Perfumerías Avenida | Perfumerías Avenida | 51                      | 65                      |             |             |  |                     |                     |            |            |  |
|  | Spar Girona             | Spar Girona             |                     |                     |                         |                         |             |             |  |                     |                     |            |            |  |
|  | Lointek Gernika Bizkaia | Lointek Gernika Bizkaia | 79                  |                     |                         |                         |             |             |  |                     |                     |            |            |  |
|  | Lointek Gernika Bizkaia | Lointek Gernika Bizkaia | 79                  |                     | Lointek Gernika Bizkaia | Lointek Gernika Bizkaia | 53          |             |  |                     |                     |            |            |  |
|  | 31 de marzo             |                         |                     |                     | Lointek Gernika Bizkaia | Lointek Gernika Bizkaia | 53          |             |  |                     |                     |            |            |  |
|  |                         |                         | Perfumerías Avenida | Perfumerías Avenida | 59                      |                         |             |             |  |                     |                     |            |            |  |
|  | Perfumerías Avenida     | Perfumerías Avenida     | Perfumerías Avenida | Perfumerías Avenida | 59                      | 67                      |             |             |  |                     |                     |            |            |  |
|  | Perfumerías Avenida     | Perfumerías Avenida     |                     |                     |                         |                         |             |             |  |                     |                     |            |            |  |
|  | Barça CBS               | Barça CBS               | 55                  |                     |                         |                         |             |             |  |                     |                     |            |            |  |
|  | Barça CBS               | Barça CBS               | 55                  |                     |                         |                         |             |             |  |                     |                     |            |            |  |
|  |                         |                         |                     |                     |                         |                         |             |             |  |                     |                     |            |            |  |

## Cuartos de final
| 30 de marzo de 2023 | Valencia BC                                                                                        | 69–56                                 | Movistar Estudiantes                                                                        | Zaragoza |  |
| 18:00               | Parciales: 17-18, 15-17, 18-10, 19-11                                                              | Parciales: 17-18, 15-17, 18-10, 19-11 | Parciales: 17-18, 15-17, 18-10, 19-11                                                       | |  |
|                     | Estadísticas Cristina Ouviña 14 Queralt Casas 8 Cristina Ouviña, Marie Gülich 2 Cristina Ouviña 16 | Reporte Pts Reb Asts Val              | Estadísticas 20 Billie Massey 6 Becky Massey, Nadia Fingall 4 Becky Massey 23 Billie Massey | Pabellón: Pabellón Príncipe Felipe Árbitros: Jacobo Rial Barreiro Sandra Sánchez González Daniel Checa Nebot Televisión: |  |

| 30 de marzo de 2023 | Casademont Zaragoza                                                                        | 71–50                                | Kutxabank Araski                                                                                           | Zaragoza |  |
| 20:30               | Parciales: 17-6, 17-12, 19-15, 18-17                                                       | Parciales: 17-6, 17-12, 19-15, 18-17 | Parciales: 17-6, 17-12, 19-15, 18-17                                                                       | |  |
|                     | Estadísticas Markeisha Gatling 19 Markeisha Gatling 9 Mariona Ortiz 7 Markeisha Gatling 29 | Reporte Pts Reb Asts Val             | Estadísticas 14 Natalie Van Den Adel 6 Natalie Van Den Adel 3 Natalie Van Den Adel 12 Natalie Van Den Adel | Pabellón: Pabellón Príncipe Felipe Árbitros: Carlos Javier García León Javier Ávila Zurita María Ángeles García Crespo Televisión: |  |

| 31 de marzo de 2023 | Spar Girona                                                                                               | 65–79                                | Lointek Gernika Bizkaia                                                   | Zaragoza |  |
| 18:00               | Parciales: 18-21, 9-19, 17-25, 21-14                                                                      | Parciales: 18-21, 9-19, 17-25, 21-14 | Parciales: 18-21, 9-19, 17-25, 21-14                                      | |  |
|                     | Estadísticas Rebekah Gardner 20 Marianna Tolo, Rebekah Gardner 7 Flores, Tolo, Gardner 3 Marianna Tolo 24 | Reporte Pts Reb Asts Val             | Estadísticas 20 Gabija Meskonyte 9 Julie Wojta 7 Rosó Buch 19 Julie Wojta | Pabellón: Pabellón Príncipe Felipe Árbitros: Paula Lema Parga Enrique López Herrada Rodrigo Palanca Page Televisión: |  |

| 31 de marzo de 2023 | Perfumerías Avenida                                                               | 67–55                               | Barça CBS                                                                                                | Zaragoza |  |
| 20:30               | Parciales: 24–6, 17–15, 17–20, 9–14                                               | Parciales: 24–6, 17–15, 17–20, 9–14 | Parciales: 24–6, 17–15, 17–20, 9–14                                                                      | |  |
|                     | Estadísticas Maite Cazorla 13 Alexis Prince 7 Bridget Carleton 3 Maite Cazorla 16 | Reporte Pts Reb Asts Val            | Estadísticas 10 Anderson, Guerrero, Hamblin 8 Ruth Hamblin 3 Marta Canella, Anna Cruz 12 Jolene Anderson | Pabellón: Pabellón Príncipe Felipe Árbitros: Francisco J. Zafra Guerra Mikel Cañígueral Novella Cristina Adán Rodríguez Televisión: |  |

## Semifinales
| 1 de abril de 2023 | Valencia BC                                                                                  | 59–74                                | Casademont Zaragoza                                                                           | Zaragoza |  |
| 16:30              | Parciales: 28–18, 6–16, 11–14, 14–26                                                         | Parciales: 28–18, 6–16, 11–14, 14–26 | Parciales: 28–18, 6–16, 11–14, 14–26                                                          | |  |
|                    | Estadísticas Raquel Carrera 24 Lauren Cox, Marie Gülich 5 Raquel Carrera 4 Raquel Carrera 36 | Reporte Pts Reb Asts Val             | Estadísticas 18 Vega Gimeno 8 Mariona Ortiz, Leonie Fiebich 5 Mariona Ortiz 27 Leonie Fiebich | Pabellón: Pabellón Príncipe Felipe Árbitros: Jacobo Rial Barreiro Paula Lema Parga Cristina Adán Rodríguez Televisión: |  |

| 1 de abril de 2023 | Lointek Gernika Bizkaia                                                              | 53–59                               | Perfumerías Avenida                                                                  | Zaragoza |  |
| 19:00              | Parciales: 7–13, 17–24, 14–16, 15–6                                                  | Parciales: 7–13, 17–24, 14–16, 15–6 | Parciales: 7–13, 17–24, 14–16, 15–6                                                  | |  |
|                    | Estadísticas Andrijana Cvitkovic 16 Julie Wojta 5 Itziar Ariztimuño 4 Julie Wojta 17 | Reporte Pts Reb Asts Val            | Estadísticas 9 Leo Rodríguez 12 Bridget Carleton 3 Maite Cazorla 17 Bridget Carleton | Pabellón: Pabellón Príncipe Felipe Árbitros: Francisco J. Zafra Guerra Daniel Checa Nebot María Ángeles García Crespo Televisión: |  |

## Final
| 2 de abril de 2023 | Casademont Zaragoza                                                                                     | 55–51                                | Perfumerías Avenida                                                                     | Zaragoza |  |
| 17:30              | Parciales: 12–14, 12–10, 13–18, 18–9                                                                    | Parciales: 12–14, 12–10, 13–18, 18–9 | Parciales: 12–14, 12–10, 13–18, 18–9                                                    | |  |
|                    | Estadísticas Markeisha Gatling 18 Markeisha Gatling 11 Mariona Ortiz, Imani Tate 4 Markeisha Gatling 21 | Reporte Pts Reb Asts Val             | Estadísticas 13 Bridget Carleton 7 Alexis Prince 4 Silvia Domínguez 13 Bridget Carleton | Pabellón: Pabellón Príncipe Felipe Asistencia: 10800 espectadores Árbitros: Carlos Javier García León Sandra Sánchez González Javier Ávila Zurita Televisión: |  |

| Ganadoras de la Copa de la Reina 2023 |
| ------------------------------------- |
| Casademont Zaragoza 1er título        |